# جان كلود سوير
جان كلود سوير هو لاعب هوكي الجليد كندي، ولد في 12 أغسطس 1986 في سانت جون في كندا.

## وصلات خارجية
- جان كلود سوير على موقع دوري الهوكي الوطني (الإنجليزية)
- جان كلود سوير على موقع EliteProspects.com (الإنجليزية)
- جان كلود سوير على موقع HockeyDB.com (الإنجليزية)
- جان كلود سوير على موقع Hockey-Reference.com (الإنجليزية)